# Hainan
Hainan (kin: 海南, pinjin: Hǎinán, značenje: „Južni ocean”) najmanja je i najjužnija provincija NR Kine, a ujedno i najveći kineski otok; iako Kinezi smatraju Tajvan najvećim kineskim otokom. NR Kina smatra, da ovoj provinciji pripadaju i oko 200 spornih malih otoka u Južnom kineskom moru. Hainan je najveća posebna ekonomska zona u zemlji.
Provincija Hainan ima površinu od 33.920 četvornih kilometara na kojoj živi 9,25 milijuna ljudi. Stoljećima je Hainan bio dio provincija Guangdong, ali je 1988. odvojen u zasebnu provinciju i proglašen specijalnom ekonomskom zonom, za što su planovi postojali još od 1906. god. 
Sve do nedavno, Hainan je bio jedna od najsiromašnijih kineskih provincija i mjesto egzila. Nalazi se blizu Vijetnama pa ima važno geopolitičko značenje, što se posebno očitovalo u ratu Kine i Vijetnama 1979. godine. Glavni grad Hainana je Haikou. 
Hainan je odvojen tjesnacem Qiongzhou od poluotoka Leizhoua u provinciji Guangdong. Otok Hainan dužine je 155 km, a širok 169 km. Najviši vrh otoka je planina Wuzhi (1876 metara).
Klima provincije je tropska, vlažna i monsunska. Monsuni po pravilu izazivaju poplave.
Gospodarstvo Hainana zasniva se na poljoprivredi, turizmu i industriji, koja je još u razvoju i uglavnom se bavi preradom prirodnih resursa otoka.
Etnički sastav stanovništva čine: Han Kinezi (82,6%), Li (15,84%), Miao (0,82%) i Žuana (0,67%). Li Kinezi se smatraju starosjediocima otoka.

## Galerija
- Glavni grad Haikou
- Stanovnici Hainana
- Grobnica Hai Ruija iz 16. st.
- Ulica u drugom po veličini gradu Sanyi.